# Меморіальний музей-садиба Леоніда Сморжа
Музе́й Леоні́да Сморжа́, повна офіційна назва Меморіа́льний музе́й-сади́ба філо́софа й колекціоне́ра опі́шненської кера́міки Леоні́да Сморжа́ — музей видатного філософа й колекціонера опішнянської кераміки, один із підрозділів Національного музею-заповідника українського гончарства, який було відкрито 1 липня 2010 року. Це перший в Україні Меморіальний музей-садиба українського філософа, де вповні збереглися особисті речі видатного вченого, зібрана ним колекція творів народного мистецтва, іконопису, живопису.

## Історія створення
За життя Леонід Сморж сформував унікальну колекцію старожитностей, основу якої склали твори опішненських гончарів. Унікальну колекцію влітку 2009 року, незадовго до відходу у вічність, учений подарував Національному музею-заповіднику українського гончарства в Опішному.

## Експозиція
Експозиція Музею-садиби налічує 696 унікальних глиняних творів відомих гончарів Опішного, у тому числі Івана Білика, Михайла Китриша, Гаврила Пошивайла, Григорія Тягуна, Василя Омеляненка, Трохима Демченка, Олександри Селюченко. Ці вироби оздобили неповторною мальовкою славетні малювальниці, зокрема Зінаїда Линник, Параска Біляк, Мотрона Назарчук, Явдоха Пошивайло. З-поміж розмаїття опішненської кераміки є і твори власника збірки — Леоніда Сморжа. Колекцію вчений збирав понад 40 років. Багато творів існують лише в одному екземплярі, оскільки виготовлені на його замовлення. Окрім кераміки, до збірки увійшло чимало вишитих українських чоловічих і жіночих сорочок, рушників і скатертин.
Близько ста писанок, зібраних ученим у різних регіонах України, вражають яскравою кольоровою гаммою й багатою символікою. Леонід Сморж також захоплювався збиранням творів іконопису. Більшість живописних полотен, які увійшли в експозицію Музею-садиби, є копіями картин відомих художників, виконаними власником колекції. Інші полотна подаровані вченому відомими українськими мистцями. Особисті речі колекціонера, представлені в експозиції Музею-садиби, відображають смаки й уподобання їхнього власника.
Значна кількість різноманітних фотографій свідчить про захоплення Леоніда Сморжа фото- і кіномистецтвом. Він також багато подорожував, спілкувався з цікавими людьми. У Музеї-садибі зберігається приватна бібліотека вченого, що налічує близько 3000 книг, серед яких є рідкісні видання

## Діяльність
Діяльність Музею-садиби спрямована на збирання польових матеріалів, вивчення колекції, наукове вивчення та популяризацію українського гончарства.
Кожного року Музей-садибу відвідує велика кількість екскурсій з України та з-за кордону. Відвідувачів чекає не тільки огляд експозиції, а й цікаві вікторини, ігри, квест-конкурси, майстер-класи опішненських гончарів та малювальниць.
Для Е-літньої академії гончарства вже третій рік поспіль проходить нічна екскурсія з елементами театралізації. Для учасників Міжнародних молодіжних гончарських фестивалів також є відповідна програма. Для молодших школярів проходять різні заходи («водіння кози» за народним звичаєм, свято вишиванки тощо). Зазвичай, діти задоволені, оскільки самі стають учасниками театралізованого дійства. Для творчої молоді відбуваються літературні вечори, де вони можуть прочитати власні твори, а також послухати вірші Леоніда Сморжа та запрошених літераторів. Частими гостями в Музеї-садибі є учасники студії «Криниця» під керівництвом нашої землячки — поетеси Тетяни Кльокти.
Меморіальний музей-садиба філософа й колекціонера опішненської кераміки Леоніда Сморжа має свій Інтернет-сайт [Архівовано 8 листопада 2016 у Wayback Machine.], де висвітлюються культурно-мистецькі події, подається інформація про Музей-садибу, колекцію, матеріали польових експедицій. Співробітники Музею-садиби готують також повідомлення для ЗМІ.

## Працівники
Людмила Шевченко (29.11.1984 р.н.) — завідувачка Меморіального музею-садиби філософа й колекціонера опішненської кераміки Леоніда Сморжа Центру збереження гончарної спадщини України Національного музею-заповідника українського гончарства в Опішному. Закінчила психолого-педагогічний факультет Полтавського державного педагогічного університету імені Володимира Короленка (2011). Автор науково-популярних статей про міськомлинських гончарів, доктора філософських наук, професора Леоніда Сморжа та його збиральницьку діяльність, про колекцію творів народного мистецтва.

## Галерея

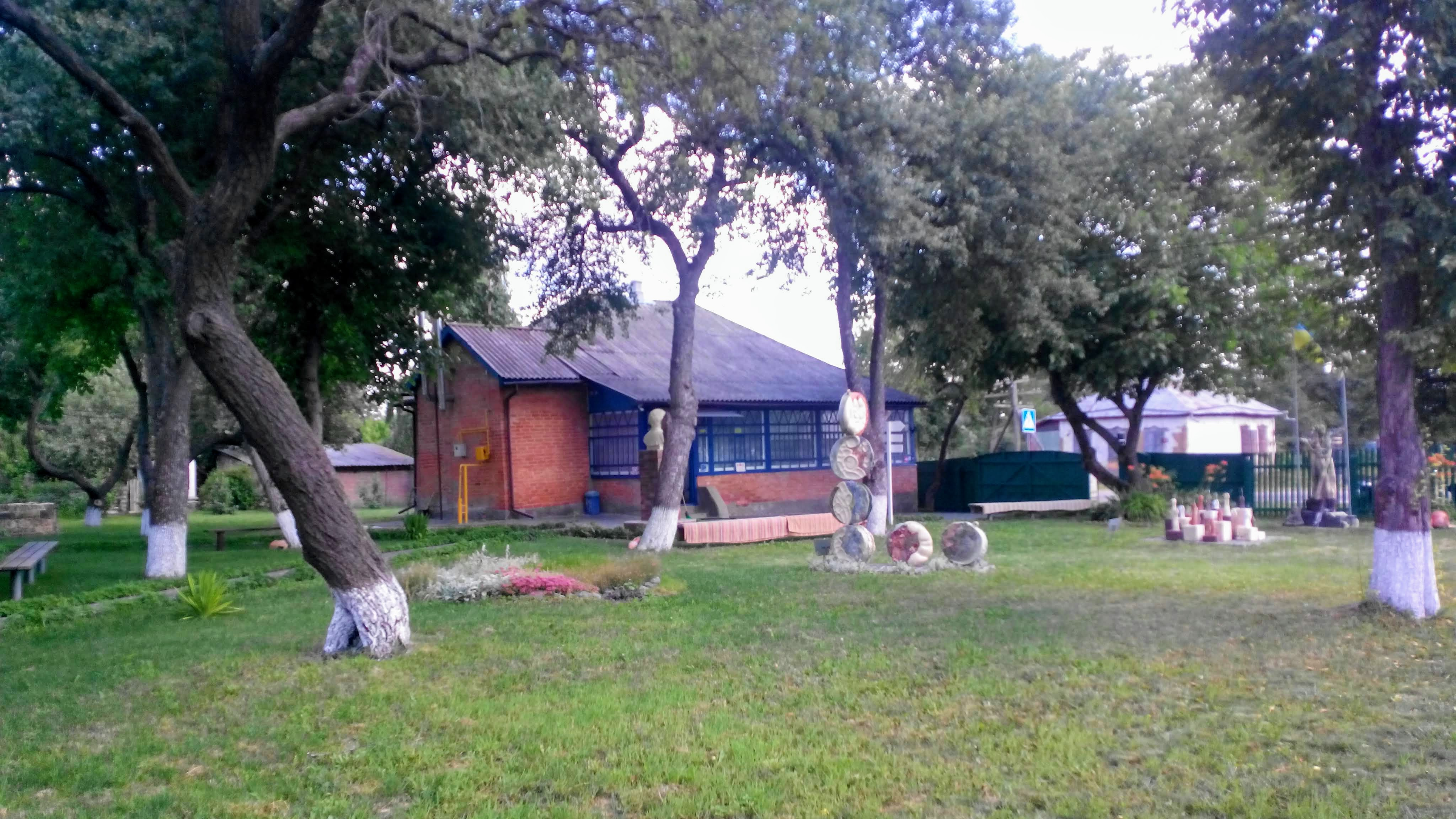
Хата Л. Сморжа
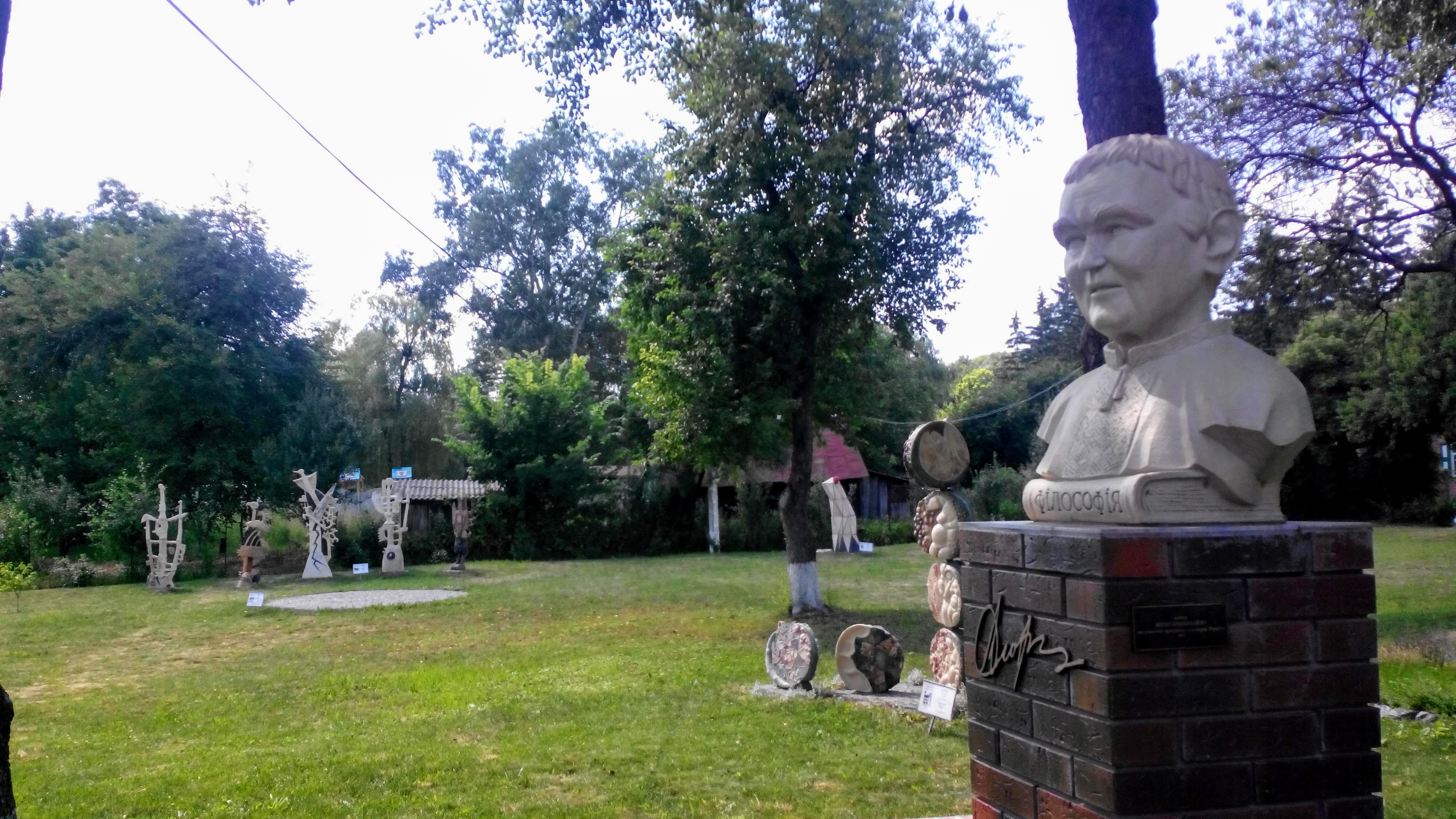
Погруддя Л. Сморжа
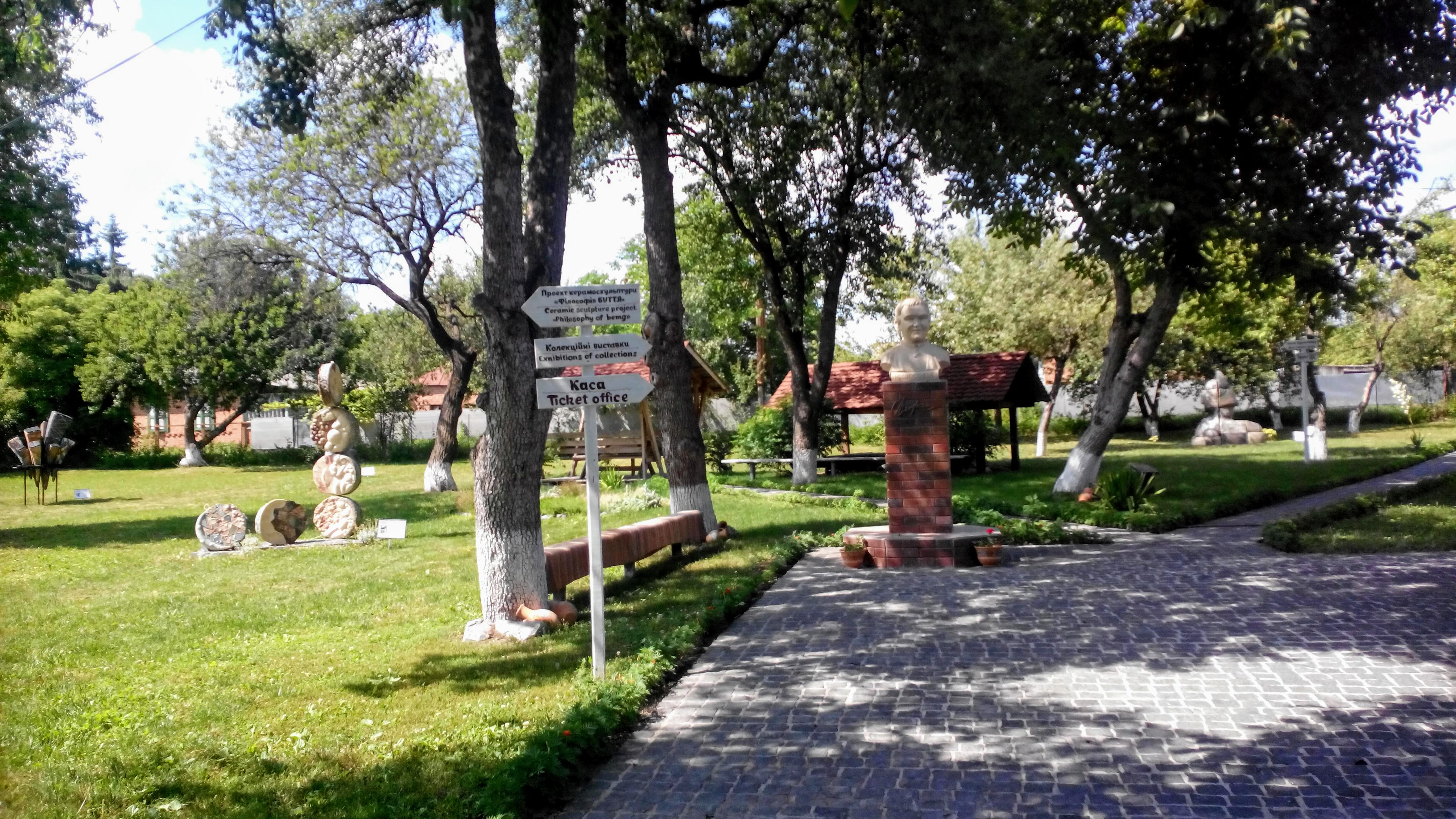
У дворі
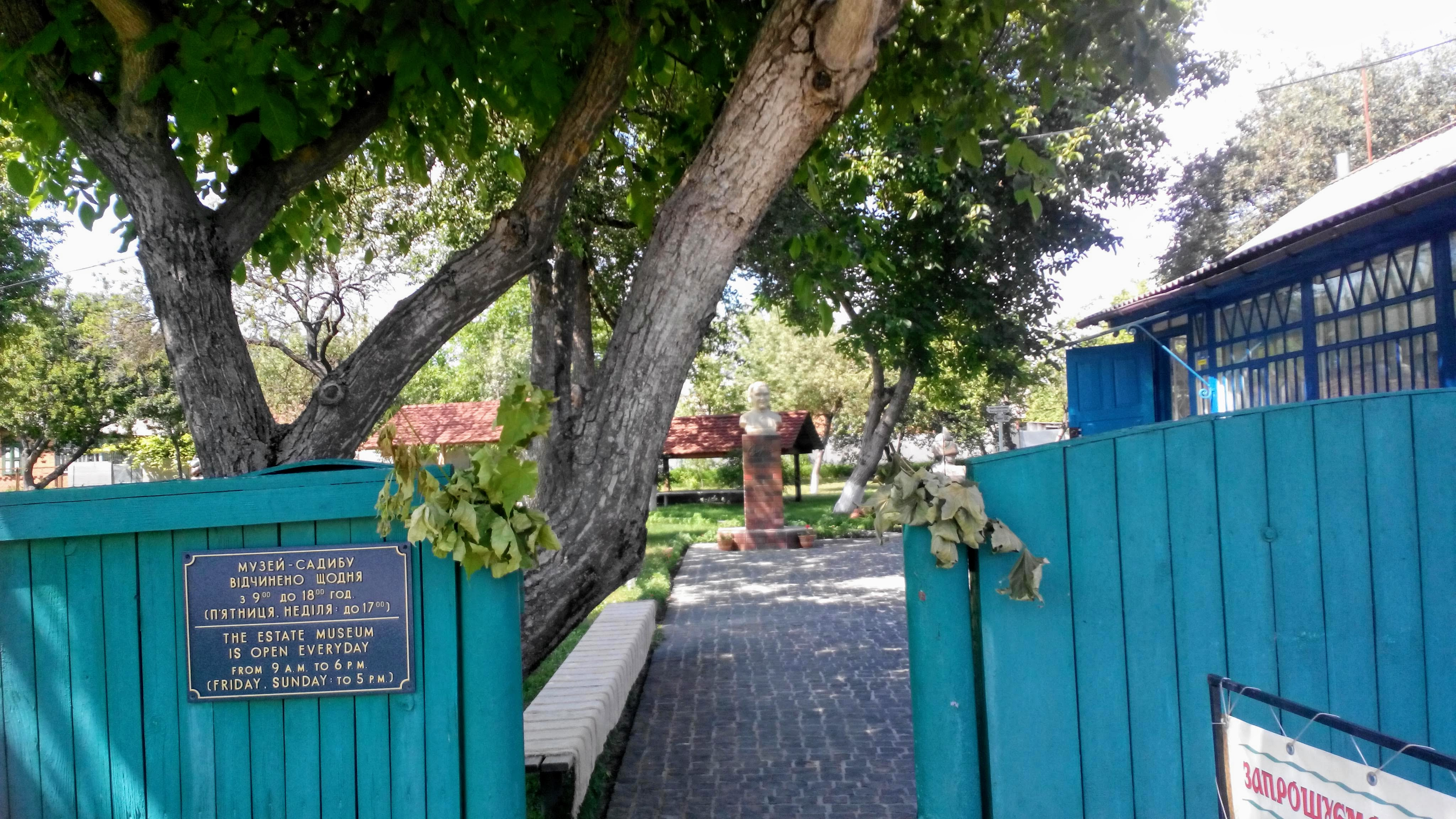
Вхід до садиби